# Гюнтер I фон Шварцбург
Гюнтер I (III) фон Шварцбург (на немски: Günther I (III) von Schwarzburg; * 1060; † 1109/1114) от род Кефернбург, е първият граф на Шварцбург.

## Произход
Той е син на граф Зицо II († сл. 1075) и внук на граф Зицо I († 1005). Племенник е на граф Гюнтер II фон Кефернбург († 1062).

## Фамилия
Гюнтер се жени за Мехтхилд от Киев-Владимир (* 1075), наследничка на Блайхинген, дъщеря на княз Ярополк Изяславич († 1086) и Кунигунда фон Ваймар-Орламюнде († 1117/1140), дъщеря на маркграф Ото I фон Ваймар-Орламюнде († 1067). Те имат децата:
- Фридрих I († 1168)
- Зицо III (* ок. 1093; † 19 юни 1160), граф на Шварцбург и Кефернбург, женен за Гизела фон Берг († 20 март 1142)
- Адела фон Кефернбург, омъжена за граф Регинбото III фон Гих († 1137/1142)
- Берта в Тюрингия, омъжена за бургграф Хайнрих фон Магдебург († 1135)